# Індійська астрономія
Індійська астрономія — астрономічні знання і погляди жителів Індійського субконтиненту.

## Веди
Рання астрономія Індії була тісно пов'язана з релігією та астрологічними передбаченнями і одержала назву «наука світла» — джйотіша. Власне астрономія є розділом джйотіш — Сідганта (Ганіта — Астрономічні і математичні розрахунки і Гола — сферична астрономія, будова Сонячної системи і Всесвіту).
Відомості, що стосуються небесних явищ, можна знайти в Ведах — священних текстах ведичної релігії, що датуються II—I тисячоліттям до н. е. Тут згадуються сонячні затемнення, дається список двадцяти семи «місячних стоянок» — накшатр, зазначається спосіб вставки тринадцятого місяця. Космогонічні гімни Вед прославляють божественну Землю-Прітхіві і Сонце-Сур'ю.
До «Вед» примикає «Джйотіша-веданґа», в якій описуються календарні розрахунки, необхідні для правильного проведення жертвопринесень. Вважається, що її остаточний текст був складений Лаґадгою в останні століття до н. е., проте прийняте в ній положення точок сонцестоянь і рівнодень відповідає більш ранньої епохи 12-14 століття до н. е. Тут розглядається п'ятирічний календарний цикл («півдня»), що складається з 62 синодичних та 67 сидеричних місяців, 1830 сонячних і 1835 сидеричних діб, 1860 титх (1 титха = 1/30 синодичного місяця), 1809 місячних накшатр (1 накшатра = 1/27 сидеричного місяця) і 1768 місячних сходів. Зазначені в «Джйотіш-веданга» тривалості найкоротшого і найдовшого дня в році відносяться як 2 : 3, що приблизно відповідає широті 35°.

## Пурани
Пурани, складені в перших століттях н. е. та відображають подання брагманічного індуїзму, є збірниками різноманітних переказів, у тому числі і космологічного характеру. Індуїстські уявлення про будову світу викладаються в «Вішну-пурані», «Матсья-пурані», «Ваю-пурані» та інших пуранах. Тут розповідається про пласку Землю, у центрі якої знаходиться гора Меру, навколо якої обертаються небесні світила, які ганяє безперервний вітер; про сім земних континентів; про цикли часу, вимірюваних гігантськими періодами років. Наведемо кілька витягів з «Матсйя-пурани» (у передачі Аль-Біруні в «Індії»): Відстань від неба до землі дорівнює половині діаметра Землі. Сонце розташоване нижче всіх планет, а Місяць — над ним. Місячні стоянки з їх зірками — вище Місяця, а над ними Меркурій, за яким слід Венера, Марс, Юпітер, Сатурн, Велика Ведмедиця, а над нею — Полярна зірка. І Полярна зірка пов'язана з небом. Зірок людина не може порахувати («Індія», гл. LV).
Сонце й зірки рухаються у напрямі на південь з швидкістю стріли, обертаючись навколо Меру. Обертання Сонця нагадує швидке обертання колоди з палаючим кінцем. Сонце по суті не зникає, а лише ховається від однієї частини і продовжує світити іншої частини мешканців чотирьох міст в чотирьох сторонах від гори Меру. Вона обертається навколо Меру, починаючи з півночі гори Локалока; воно не проходить далі Локалоки і не висвітлює її південну сторону («Індія», гл. XXVII).

## Сіддганти
Знайомство індійців з грецької астрономією відбулося в еліністичну епоху. Центром активних торговельних і культурних контактів Індії з еліністичним світом у перші століття н. е. було узбережжя Західної Індії і що прилягали до нього області. Близько 150 року н. е. Яванешвара, вчений грек, що жив при дворі Рудрадамана I, царя династії Західних Кшатрапів, переклав з грецької мови на санскрит трактат з гороскопної астрології. В Індії цей трактат стали називати «Явана-джаттакою» — «Грецькою джаттакою». Розрахунки руху небесних тіл в «Явана-джаттаці» засновані на застосуванні зиґзаґоподібних функцій — вавилонській техніці, перейняті грецькими астрономами. Близько 270 року Спхуджидгваджа переклав «Явана-джаттаку» на вірші, і саме це перекладання дійшло до наших днів.
Трактати, які викладають нову наукову астрономію, стали називатися сиддгантами. Варагамігіра, який жив в VI столітті, перераховує у своїй «Панча-сиддгантиці» п'ять сиддгант, що були в його розпорядженні: «Пайтамаха-сиддганту», «Васіштха-сиддганту», «Паулиша-сиддганту», «Ромака-сиддганту», «Суря-сиддганту».
В основі перших двох сиддгант лежить вавилонська техніка зиґзаґоподібних функций. В «Пайтамаха-сиддганті» час відраховується від 11 січня 80 року н. е. Можливо, що вона була складена трохи пізніше цієї дати. «Васіштха-сиддганта» існувала вже в 270 році, оскільки її згадує Спхуджидхваджа в «Явана-Джаттаці» (XXIX, 3).
В інших трьох сиддгантах застосовуються тригонометричні методи розрахунків. Крім того, в них використовується схема руху планет за епіциклами, розроблена Аполлонієм і Гіппархом. Уточнені схеми епіцикличного руху, розвинені Птолемеєм, грецькими астрономами не застосовувалися. «Паулиша-сиддганта» названа по імені якогось Павла, якого ототожнюють з астрологом Павлом Олександрійським, а «Ромака-сиддганта» називається «римською».
На думку Варахамихири, найточнішою є «Суря-сиддганта». Ця сиддганта неодноразово коментувалася і збереглася в декількох редакціях, помітно відрізняються між собою. Вона складається з 14 розділів, в яких вивчаються питання, пов'язані із середнім рухом і істинним положення планет, місячними і сонячним затемненням, визначенням напрями, місця і часу, знаходженням однакового положення планет і зірок, вивченням астрономічних приладів і інструментів, розглядом ряду географічних проблем.

## Класична епоха
Першими індійськими астрономами, чиї твори дійшли до нас цілком, були Аріабхата (476—550) і його молодший сучасник Варагамігіра (505—587). Вони працювали в Удджайне, столиці Імперії Гупта, в епоху найбільшого розквіту індійської культури. Їх безпосередніми послідовниками були Брахмагупта (598—660) і Бгаскара I (600—680).
Індійські вчені засвоїли досягнення грецької науки і внесли у розвиток математичної астрономії свій власний внесок. У тригонометричних розрахунках сферичної геометрії вони перейшли від хорд, якими користувалися греки, до синусів. Синус був введений вже в «Сур'я-сиддганті». В «Аріабгатії» Аріабгати дано визначення синуса і наведена таблиця з кроком 3°45'.
Індійські астрономи успішно вирішували завдання сферичної тригонометрії. Однак метод, описаний, Птолемеєм і заснований на теоремі Менелая для повного чотиригранника, у них не застосовувався. Вони користувалися проективними методами, які відповідали методів з «Аналемми» Птолемея, і в результаті отримали набір обчислювальних правил, які дозволяли вирішити будь-яке завдання сферичної астрономії. З їх допомогою таке завдання зводилася в кінцевому рахунку до порівнянні подібних плоских прямокутних трикутників між собою. При вирішенні нерідко застосовувалася теорія квадратних рівнянь і метод послідовних наближень.
Із власне астрономічних питань заслуговує уваги вчення Аріабхати про те, що добова рух неба — лише тимчасове, викликане обертанням Землі навколо своєї осі.

## Контакти індійської та арабської астрономії
У другій половині VIII століття з індійськими творами по астрономії познайомилися багдадські астрономи — як свідчить легенда, через одного з членів посольства Індії до халіфу ал-Мансуру. Індійський учений по імені Канка (або Манка) привіз із собою до Багдада твір Брахмагупти, «Брахма-спхута-сиддганту». Його переклад з санскриту на арабську мову виконав один з найвидатніших представників багдадській школи того часу, Мухаммад ібн Ібрагім ал-Фазарі. На основі цього перекладу був складений зіджей, який отримав назву «Великий Синдгінд» і зіграв важливу роль у поширенні індійських астрономо-математичних методів.
Важливі відомості про те, як відбувалася передача наукових відомостей в класичну епоху, містяться в творах Абу Райхана Беруні. Він сам в період з 1017 по 1030 рік провів багато років в Індії, досконально вивчив індійську науку, багато переклав з санскриту на арабську мову, так само як і з арабської мови на санскрит. Біруні в Індії дає сучасній йому індійської астрономії такі характеристики:
Астрономія — найзнаменитіша наука серед індійців внаслідок того, що з нею пов'язані справи їхньої релігії. До того з них, хто не знає астрології, не може бути застосовано звання астронома тільки заради знання математичної астрономії («Індія», гл. XIV).
Що стосується індійців, то їх релігійні книги і пурани — книги переказів, всі вони говорять про світобудову таке, що цілком суперечить тому, що прийнято у їх астрономів за безсумнівну істину. Однак люди потребують цих книгах при дотриманні обрядів, і завдяки їм маси простого народу змушені керуватися астрономічними розрахунками та астрологічними застереженнями. Тому вони виявляють прихильність до астрономів, люблять говорити про їх достоїнства, вважають за щасливе ознака зустріч з ними і висловлюють тверду впевненість у тому, що вони стануть мешканцями раю і жоден з них не попаде в пекло. А їх астрономи віддячують їм за це тим, що оголошують правдивими їх подання та пристосовуються до них, хоча велика частина їх суперечить істині, і постачають їх тими, які їм потрібні. З цієї причини з плином часу обидва види уявлень перемішалися; і в результаті виклад їх астрономів дуже плутане, особливо в наслідувачів, які передають основи з чужих слів і не йдуть шляхом дослідження, а таких авторів — більшість («Індія», гл. XXVI).

## Астрономія середньовічної Індії
Після спустошливих воєн в Північній Індії центр науки і культури переноситься до Центральної і Південної Індії. З астрономів і математиків цієї епохи відомі Аріабхата II (920—1000), Шріпаті (1019—1066), Бгаскара II (1114—1185).
У Керальской школі, засновником якої був Мадгава зі Санґамаґрами (1350—1425), працюють Ватасері Парамешвара (1380—1460), Нілаканта Сомаяджі (1444—1544), Ач'юта Пішараті (1550—1621), Нараяна Бгаттатірі (1559—1664). Астрономи Керальської школи з високою точністю визначали величину випередження рівнодення, а також тривалість року, місяця та інших астрономічних констант.

## Савай Джай Сінґг

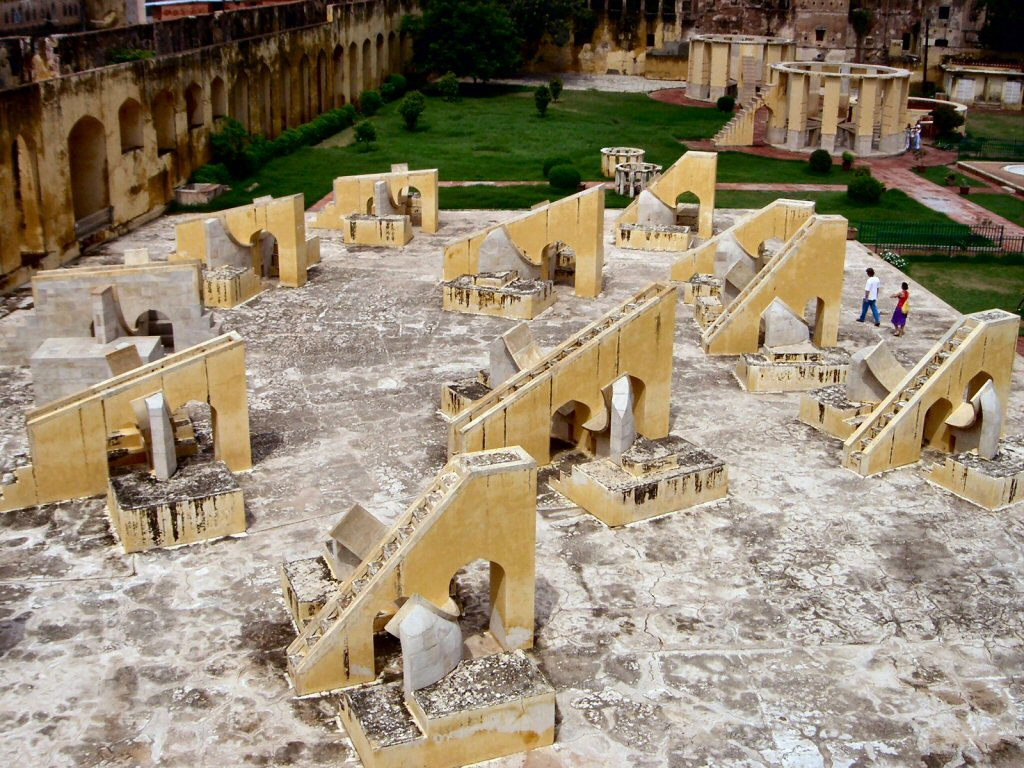
Обсерваторія Савай Джай Сінґга в Джайпурі

Останнім яскравою подією наукового життя Індії перед її завоюванням європейцями була діяльність правителя Раджпутани Савай Джай Сінґга II (1686—1743), що заснував кілька обсерваторій з Північній і Центральній Індії, зокрема Джантар-Мантар (Джайпур). Ці обсерваторії продовжували традицію таких великих обсерваторій Сходу з великими астрономічні інструменти, якими були Марагінська (13 ст.) і Самаркандська (15 ст.) обсерваторії.
У складеному Савай Джай Сінґгом зіджейе містяться відомості про сучасній західній астрономії: у ньому викладається вчення про рух планет за еліпсами та вказуються спостереження кілець Сатурна і супутників Юпітера.
- Sûrya-Siddhânta: a text-book of Hindu astronomy / Ed. and tr. Phanindralal Gangooly. Dehli, 1860. Reprint 1989.
- Varâha Mihira. Pañchasiddhântikâ [Архівовано 7 жовтня 2011 у Wayback Machine.] / Text, tr. and intr. by G. Thibaut and M. S. Dvivedî. Benares, 1889.
- Âryabhata. The Âryabhatîya. An ancient Indian work on mathematics and astronomy / Tr. W. E. Clark. Chicago, 1930.
- Neugebauer O., Pingree D. The Pañchasiddhântikâ of Varâhamihira. 2 vols. Copenhagen, Munskgaard, 1970-71.
- Vedanga Jyotisa of Lagadha[недоступне посилання з лютого 2019] / Ed. K.V.Sarma. Indian Journal of History of Science, 19, # 3-4, suppl., 1972.
- Sisyadhivrddhidatantra of Lalla / Tr. and notes by B. Chatterjee. Indian National Science Academy, 1981.

### Дослідження
- Бируни Абу Рейхан. Индия [Архівовано 20 червня 2009 у Wayback Machine.]. Пер. А. Б. Халидова, Ю. Н. Завадовского. // Избранные произведения, Том II. Ташкент: Фан, 1963. // Репринт: М.: Ладомир, 1995.
- Ван-дер-Варден Б. Пробуждающаяся наука II. Рождение астрономии.— М.: Наука, 1991.
- Володарский А. И. Астрономия в Древней Индии [Архівовано 9 вересня 2010 у Wayback Machine.] // Историко-астрономические исследования. т. 12, 1975.
- Володарский А. И. Ариабхата: к 1500-летию со дня рождения.— М.: Наука, 1976.
- Куртик Г. Е. Теория прецессии в средневековой индийской и ранней исламской астрономии.— М.: Наука, 1987.
- Матвиевская Г. П. Очерки истории тригонометрии.— Ташкент: Фан, 1990.
- Brennand W. Hindu Astronomy.— Straker, 1896.
- Kaye G. R. Hindu astronomy: ancient science of the Hindus.— New Dehli: Cosmo Publications, 1981.
- Lishk S. S. Jaina astronomy.— Dehli: Vidya Sagara Publications, 1987.
- Rao S. B. Indian astronomy: an introduction.— Hyderabad: Universiteis Press, 2000.
- Rao N. K. Aspects of prehistoric astronomy in India // Bull. Astr. Soc. India, 33, p. 499–511, 2005.
- Sarma K. V. A history of the Kerala school of Hindu astronomy (in perspective).— Hoshiarpur: Vishveshvaranand Institute, 1972.
- Sharma V. N. Sawai Jai Singh and his astronomy.— Dehli: Motilal Banarsidass Publishing, 1995.
- Sharma P. D. Hindu Astronomy.— Dehli: Global Vision Publishing, 2004.
- Thompson R. L. Vedic cosmography and astronomy.— Dehli: Motilal Banarsidass Publishing, 2003.